# Mihály Mayer
Mihály Mayer (Újpest, 27 de diciembre de 1933 - Budapest, 4 de septiembre de 2000) jugador/entrenador húngaro de waterpolo.

## Biografía
Fue uno de los participantes en el que se considera el partido de waterpolo más famoso de la historia: baño sangriento de Melbourne.

## Clubs
- Budapesti Dózsa ( Hungría)
- Újpesti Dózsa Sportegyesület ( Hungría)

## Títulos
Como jugador de waterpolo de la selección de Hungría
- Oro en los juegos olímpicos de México 1968
- Oro en los juegos olímpicos de Tokio 1964
- Bronce en los juegos olímpicos de Roma 1960
- Oro en los juegos olímpicos de Melbourne 1956